# Steinkreis von Duddo
Der Steinkreis von Duddo liegt nördlich von Duddo in Northumberland, in England und ist ein fälschlich so bezeichneter „Five Stone Circle“ aus der Bronzezeit. Duddo steht auf einem leichten Sattel zwischen den Hängen der Mattilees Hills im Osten und einem leichten Anstieg im Westen, in Richtung der nur etwa sechs Kilometer entfernten Grenze zu Schottland.
Obwohl auf alten Landkarten auch als „Duddo Four Stones“ verzeichnet, gibt es in diesem Steinkreis fünf Menhire. Die Wiederaufrichtung eines gefallenen Steines zu Beginn des 20. Jahrhunderts bedeutet, dass der Kreis jetzt in der Regel als „Duddo Five Stones“ bezeichnet wird. Es waren indes einmal sieben Steine, denn im Westen besteht eine große Lücke. Die Standspuren der weiteren Steine wurden bei Ausgrabungen in den 1890er Jahren entdeckt. Die fehlenden Steine wurden mindestens 50 Jahre zuvor entfernt. 
Aufgrund des weichen Sandsteins sind die Steine stark erodiert. Rinnenkarren, die sich von oben in den Stein geschnitten haben, bestimmen heute das Aussehen der Monolithen. Trotz der Größe der Steine, der höchste ist 2,3 m hoch, ist der Kreis mit einem Durchmesser von 10,0 m sehr kompakt. Überraschend angesichts der Tiefe der Oberflächenrillen, oder vielleicht deswegen, wurden mehrere Vertiefungen auf den Steinen als Schälchen (englisch cups) interpretiert. 